# Kozacy ussuryjscy

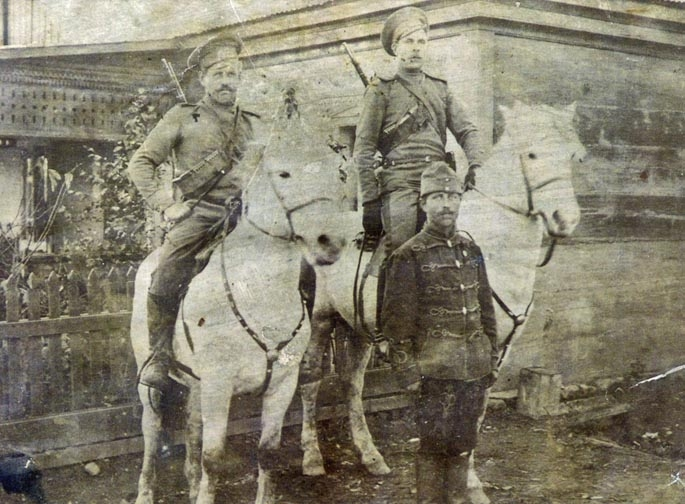
Dwójka kozaków ussuryjskich z austro-węgierskim jeńcem wojennym (1916)

Kozackie Wojsko Ussuryjskie (ros. Уссури́йское каза́чье во́йско) – oddziały wojskowe istniejące za czasów Imperium rosyjskiego, złożone z kozaków mieszkających nad rzeką Ussuri, Sungari i jeziorem Chanka.
Kozackie Wojsko Ussuryjskie zostało utworzone w 1889 poprzez podział oddziałów Kozackiego Wojska Amurskiego. Później w jego skład weszli także kozacy z różnych części kraju (głównie Kozacy dońscy i kubańscy) osiedlający się w Kraju Nadmorskim. Początkowo większość kozaków została skoszarowana we Władywostoku, następnie przeniesiono ich do Iman. Na ich czele stał ataman (będący jednocześnie wojskowym gubernatorem regionu) podporządkowany Generalnemu Gubernatorstwu regionu Amurskiego.
Podobnie jak i inni kozacy w całym Imperium rosyjskim za służbę wynagradzani byli nadaniami ziemskimi. W rękach kozaków na tym terenie znajdowało się 6740 km². W 1916 roku populacja kozaków ussuryjskich liczyła około 40 tys. osób w sześciu stanicach. Posiadali oni 76 osad. Na początku XX wieku oddziały kozackie na tym terenie w czasach pokoju liczyły jeden batalion kawalerii (około 300 żołnierzy) i jeden pluton. Głównym zadaniem kozaków było patrolowanie granic i pełnienie funkcji policyjnej. W czasie wojny rosyjsko-japońskiej ich oddziały liczyły jeden pułk i jeden batalion kawalerii, jeden pluton gwardii i sześć specjalnych sotni (razem około 2500 żołnierzy). W czasie wojny domowej większość kozaków ussuryjskich poparła białych.
Po zwycięstwie bolszewików, w 1922 roku, rozwiązano Kozackie Wojsko Ussuryjskie. W 1990 zostało ponownie utworzone, ale nie pełniło już żadnych funkcji administracyjnych.